# Gare de Bondy
Gare de Bondy vasútállomás és RER állomás Franciaországban, Bondy településen.

## Vasútvonalak
Az állomást az alábbi vasútvonalak érintik:
- Párizs-Strasbourg-vasútvonal
- Bondy–Aulnay-sous-Bois-vasútvonal

## Kapcsolódó állomások
A vasútállomáshoz az alábbi állomások vannak a legközelebb:
- Gare de Noisy-le-Sec (Nanterre – La Folie, RER E)
- Gare du Raincy - Villemomble - Montfermeil (Gare de Chelles - Gournay, RER E)

## Lásd még
- Franciaország vasútállomásainak listája
- A RER állomásainak listája